# Фестенбергсгройт
Фестенбергсгройт (нім. Vestenbergsgreuth) — громада в Німеччині, розташована в землі Баварія. Підпорядковується адміністративному округу Середня Франконія. Входить до складу району Ерланген-Гехштадт. Складова частина об'єднання громад Гехштадт-ан-дер-Айш.
Площа — 31,85 км2. Населення становить 1569 ос. (станом на 31 грудня 2020).